# 秃穗马唐
秃穗马唐（学名：Digitaria glabrescens），为禾本科马唐属下的一个植物种。